# HR 8799
A HR 8799 fiatal, mintegy 60 millió éves fősorozati csillag a Pegasus csillagképben, a Földtől 129 fényév távolságra. A csillag körül három exobolygóból álló bolygórendszert találtak a Gemini és a Keck Obszervatóriumok távcsöveivel, adaptív optikájuk segítségével, közvetlen képalkotással. Ez az első eset, hogy több bolygót sikerült lefényképezni egy csillag körül, és a Fomalhaut b felfedezése mellett (melyet együtt jelentettek be a HR 8799 rendszerével) az egyik első, hogy sikerült kimutatni – több, egymást követő észlelés során – a bolygók elmozdulását.
A három bolygó (HR 8799 b, c, és d) tömege rendre 10, 10 és 7 jupitertömeg, pályájuk sugara 24, 38 és 68 CsE, keringési periódusuk 100, 190 és 460 év körüli. A csillag körül porkorongot is találtak, kijjebb, 75 CsE távolságra.
A Hubble űrtávcső 1998-as, NICMOS-sal készült képeinek 2009-es számítógépes újrafeldolgozásakor is sikerült a HR 8799 b-t kimutatni, így ez a kép tekinthető a legrégebbi, exobolygót ábrázoló képnek. A c és d bolygókat a koronagráf kitakarta, így azok nem észlelhetők.
Szintén 2009-ben, a Spitzer űrtávcsővel az infravörös tartományban észlelve a csillagot, akörül nagy, finom porból álló felhőt találtak, mely valószínűleg a nagy bolygók által szétdobált kisebbek ütközéseinek az eredménye.